# كيه جيه أبا
كينتي جيمس فيتزجيرالد "كيه جيه أبا" (بالإنجليزية: KJ Apa)‏ هو ممثل نيوزلاندي ولد في 17 يونيو 1997 في أوكلاند، نيوزلندا أشتهر بدوره الأساسي في مسلسل ريفرديل باسم أرشي أندروز أوصله لأضواء الشهرة.

## حياته
أبا هو أبن اخ لاعب اتحاد الرغبي السابق مايكل جونز تورط في حادث سيارة بسيط في فانكوفر في سبتمبر عام 2017 لكنه لم يصب بأذى، وورد أن هذا الحدث كان نتيجة لإغراق أبا للنوم على عجلة القيادة، كما صرح آبا أنه مسيحي.

## فيلموجرافي
مسلسل 2013-2015 Shortland Street
2017 A Dog's Purpose
مسلسل 2017 Riverdale
فيلم the last summer 2019

## روابط خارجية
- كيه جيه أبا على موقع IMDb (الإنجليزية)
- كيه جيه أبا على موقع روتن توميتوز (الإنجليزية)
- كيه جيه أبا على موقع ألو سيني (الفرنسية)
- كيه جيه أبا على موقع أول موفي (الإنجليزية)
- كيه جيه أبا على موقع قاعدة بيانات الفيلم (الإنجليزية)